# دالتون‌ها (فیلم)
دالتون‌ها (به فرانسوی: Les Dalton) محصول سال ۲۰۰۴ میلادی به کارگردانی فیلیپه هییم یک فیلم وسترن کمدی بر اساس شخصیت دالتون‌ها در ماجرای لوک خوش شانس می‌باشد.

## بازیگران
- اریک ژودور: جو دالتون
- رمزی بدیا: اورل دالتون
- سید سراری: جک دالتون
- رومین برگر: ویلیام دالتون
- تیل شوایگر: لوک خوش شانس
- مارته ویلالونگا: ما دالتون
- ژاویوی: ال تارلو
- سیلوی ژولی: ما بیلی
- ژینت گارسین: ما جیمز
- ماری-پیر کسی: ما کسیدی
- الی سیمون: دوکسی
- میشل مولر: مدیر بانک
- کد مراد: زندانی مکزیکی
- ژان دوژاردن: کابوی
- دری کول